# Casual (песня)
«Casual» — песня американской певицы Чаппелл Рон. Она была выпущена в качестве сингла 28 октября 2022 года независимо. Позже она была выпущена в рамках дебютного альбома Рон The Rise and Fall of a Midwest Princess (2023) на Amusement Records и Island Records в качестве четвёртого сингла альбома. Она написала песню вместе с Дэном Нигро и Морганом Сент-Джином, а Нигро указан в качестве продюсера вместе с Райаном Линвиллом. Это поп-баллада в стиле кантри, дрим-поп, даунтемпо, новая волна, поп-рок и рок о случайных знакомствах, в частности, о ситуации между Рон и любовным интересом, который не желает брать на себя обязательства.
В Соединённых Штатах «Casual» стала одной из семи песен одновременно вошедших в чарт Billboard Hot 100 песен Рон, наряду с «Good Luck, Babe!», «Hot to Go!», «Red Wine Supernova», «Pink Pony Club», «Femininomenon» и «My Kink Is Karma» в августе 2024 года.

## Предыстория
После выхода сингла Чаппелл Рон «Pink Pony Club» в 2020 году и последующего ухода её с Atlantic Records, она и продюсер Дэн Нигро начали работу над песней «Casual». Вдохновением для песни послужили отношения на расстоянии, которые она завязала в Интернете во время пандемии, когда её партнёр в сети назвал её «девушкой своей мечты» и вскоре заставил Рон привязаться к нему. Однако через неделю он написал Рон, что встречаются с кем-то другим, и она была «опустошена», а вскоре после этого узнала, что он сказали её подруге, что их отношения были лишь случайными. В интервью Rolling Stone она заявила, что внутренне отреагировала на эту ситуацию так: «Что, сволочь, значит, это было случайно? Мы выдавали секреты и разговаривали буквально каждый день!».

## Композиция
«Casual» описывают как песню в стиле поп, дрим-поп, даунтемпо, нью-вейв, поп-рок и рок, а также с влиянием кантри.
Что касается главной фразы песни, в которой описывается оральный секс в машине («на коленях на пассажирском сиденье, и ты ешь меня, теперь это случайно»), Рон рассказала, что нервничала перед выпуском песни из-за откровенно сексуального характера строчки.

## Отзывы
Песня получила в основном положительные отклики. Джем Асвальд для Variety написала, что «Casual» — это «самый неотразимый» сингл Рон на сегодняшний день, и сравнила «величественную» подачу певицы со стилем Ланы Дель Рей. В другой положительной рецензии для NPR Стивен Томпсон также отметил «явные детали» песни Рон и заявил, что «все ловко сформулированные детали, которые заставляют „Casual“ петь: размытые образы будущего домашнего уюта, переосмысленный разговор с родственником, вечный просчёт в цеплянии за секс в качестве залога эмоциональной близости».
В двух рецензиях на Pitchfork Оливия Хорн назвала «Casual» «высшей точкой» альбома и написала, что песня представляет собой «коктейль из печали и презрения к романтическому партнёру», уточнив, что аутро песни «накаляет обстановку и повышает ставки», а Джейн Буа похвалила «язвительную откровенность» Рон и отметила, что «сложенный» вокал в припеве добавил «колорит песни Chicks».

## Музыкальное видео
Музыкальное видео на песню «Casual» было выпущено 9 марта 2023 года, режиссёром выступил Хэдли Хиллел. В клипе Рон начинает случайные отношения с сиреной, которую играет Мика Леша. Для Teen Vogue Рон описал концепцию клипа как в фильме «Аквамарин».